# 合不勒
合不勒（《元史》作葛不律汗，又作葛不律寒、哈不勒罕，?—?），蒙古孛儿只斤氏的可汗，屯必乃薛禅之子，也速该的祖父，成吉思汗的曾祖父。

## 生平
合不勒威望甚高，部众归心，统一蒙古部，开始称“罕”（汗），一说蒙古称汗从他开始。蒙古部的先辈原以“乞颜”（奇渥温）为氏，后族支繁衍，各有其名，“乞颜”之称逐渐作废，他在位，又以“乞颜”为氏，他的后裔都冠以“乞颜”之称。合不勒可汗曾经多次击败金朝的入侵，金朝当时全力攻打南宋，不得不暂时拉拢合不勒汗。合不勒于是与金朝建立联系，亲赴金廷，备受礼遇。在一次款待合不勒汗时，喝得酩酊大醉的合不勒汗竟去捋金太宗完颜晟的胡须。蒙古势盛，金国怕蒙古壮大后难制，遣使迫其归服，合不勒不从，杀金使，关系又破裂，击败金朝进剿之兵，势力大振，蒙古部逐渐发展为强部之一，为后来蒙古地区的统一奠定了基础。金皇統七年（1147年），金熙宗册封他为蒙兀国王（见蒙兀国）。他的妻弟赛因的斤被塔塔儿人萨满医治而死，起兵帮助妻族弘吉剌部与塔塔儿部交战，其子合丹击杀塔塔儿部首领篾年把阿秃儿。他有七个儿子，但是临终前，以诸子不足付大事，命部众议立，于是他把汗位传给了泰赤乌部从弟俺巴孩。一说自称祖元皇帝的熬羅孛極烈就是合不勒。

## 家庭

### 父母
父親：敦必乃

### 子嗣
葛不律汗共生七子。
- 長子斡勤巴儿合黑，有孫撒察别乞
- 次子八哩丹，成吉思汗的祖父，其第三子為後繼蒙兀大汗也速該，
- 三子忽秃黑秃蒙古儿，有其子不里孛阔
- 四子為葛不律汗之繼承人忽图剌可汗，其子為阿勒壇
- 五子忽阑
- 六子合达安
- 七子脱朵延斡惕赤斤